# Wépion
Wépion is een deelgemeente van de Belgische stad Namen, het was een zelfstandige gemeente tot de gemeentelijke herindeling van 1977. De kern ligt 4 km ten zuiden van het stadscentrum van Namen, aan de drukke doorgaande weg naar Dinant op de linkeroever van de Maas. De RAVeL-2 volgt deze weg ook.
De plaats is bekend voor zijn watersportfaciliteiten op de Maas, de ruïne van een 17e-eeuws karmelietessenklooster (de Marlange). Lodewijk XIV verbleef hier tijdens het beleg van Namen; in de tijd van de Franse Revolutie werd het verwoest.
Hoger op de oevers is de grond zeer geschikt voor de teelt van aardbeien, de beroemde fraises de Wépion. Er is ook een Musée de la fraise (aardbeienmuseum). Op het grondgebied van Wépion staat de grootste sequoia van België.
Wépion heeft regionaal belang als inkoopcentrum voor de bevolking ten zuiden van Namen.

## Demografische ontwikkeling
- Bronnen:NIS, Opm:1831 tot en met 1970=volkstellingen, 1976= inwonersaantal op 31 december

## Folklore
- Kermis en aardbeienfestival: eerste weekend van september.

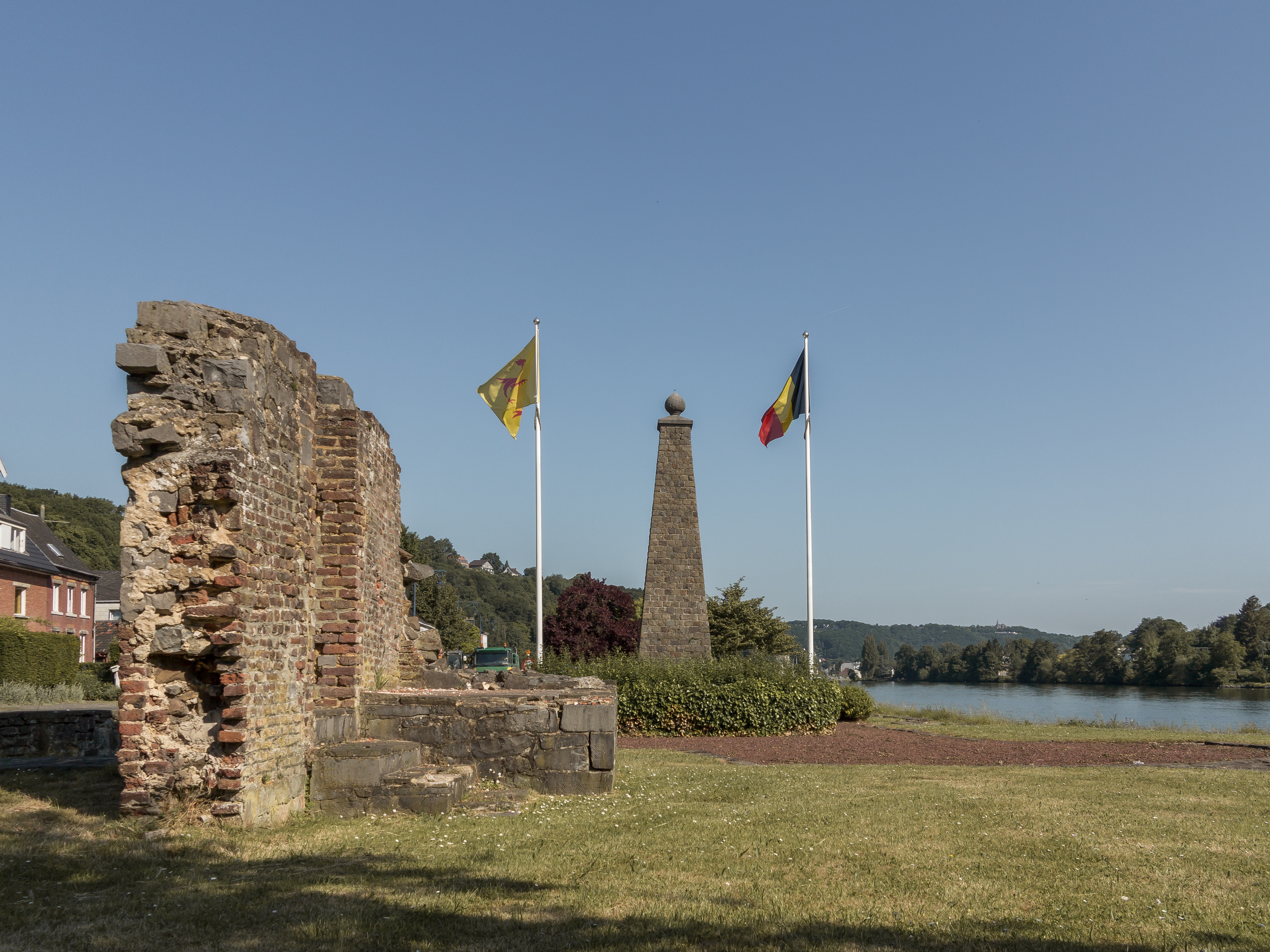
Oorlogsmonument in Wépion

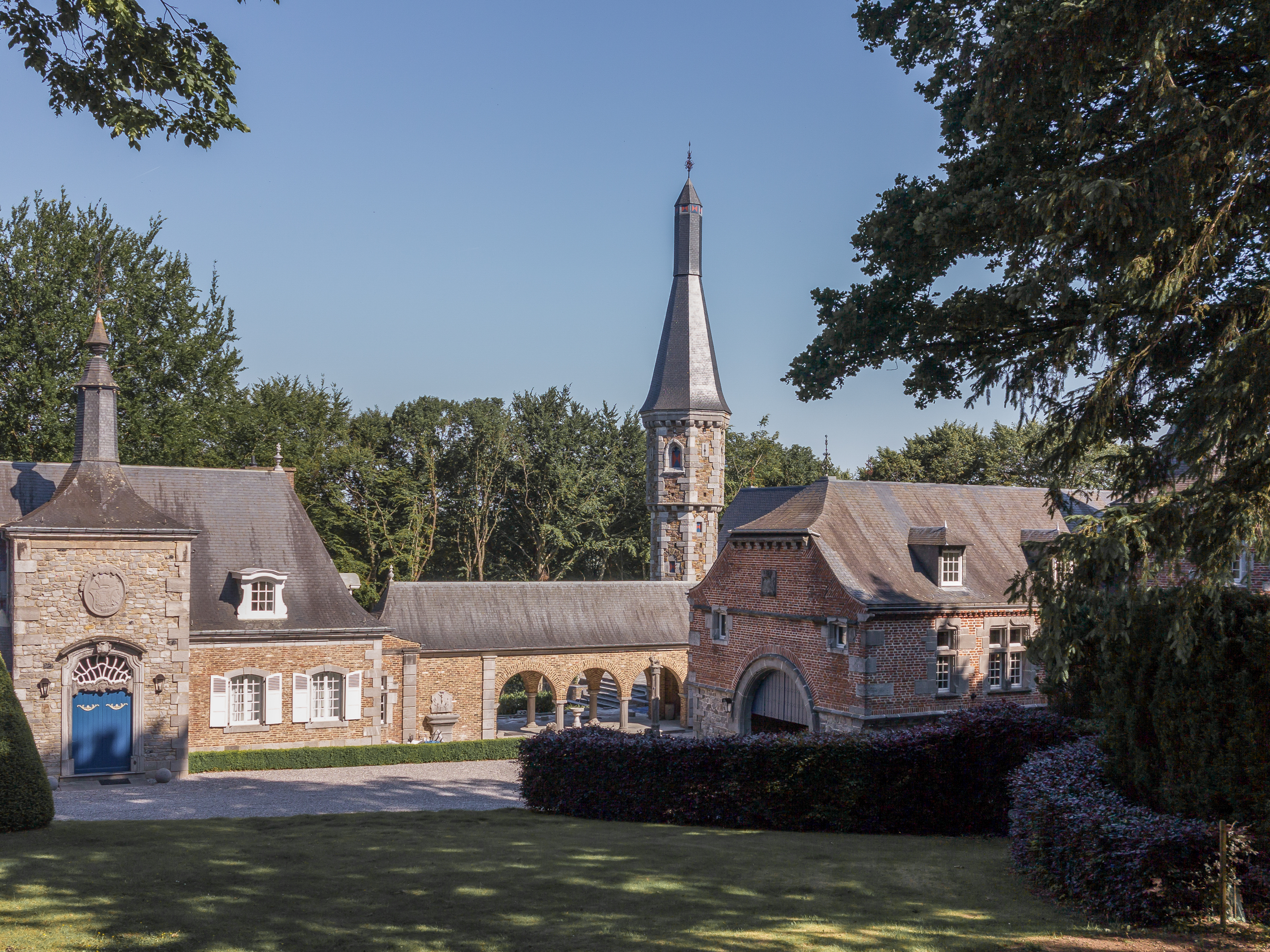
Huis aan de Route de Saint Gerard

Deelgemeenten: Beez · Belgrade · Boninne · Bouge · Champion · Cognelée · Daussoulx · Dave · Erpent · Flawinne · Gelbressée · Jambes · Lives-sur-Meuse · Loyers · Malonne · Marche-les-Dames · Namen · Naninne · Rhisnes · Saint-Marc · Saint-Servais · Suarlée · Temploux · Vedrin · Wépion · Wierde

Overige plaatsen: Andoy · Bomel · Bossimé · Bricniot · Brumagne · Frizet · Grognon · Gros Buisson · Herbatte · La Plante · Limoy · Mosanville · Ronet · Salzinnes · Velaine · Wartet

Belgische gemeenten · arrondissement Namen · provincie Namen · Wallonië